# Isochariesthes furva
Isochariesthes furva là một loài bọ cánh cứng trong họ Cerambycidae.